# Spoorlijn Haguenau - Rastatt
De spoorlijn Haguenau - Rastatt is een voor een deel een Franse spoorlijn onder beheer van Réseau ferré de France met lijnnummer 150 000 en voor een deel Duitse spoorlijn als spoorlijn 4242 onder beheer van DB Netze.

## Geschiedenis
Het gedeelte tussen Haguenau en Roeschwoog werd aangelegd door de Reichseisenbahnen in Elsaß-Lothringen. Het trajectdeel tussen Rastatt en Wintersdorf werd aangelegd door de Großherzoglich Badischen Staatseisenbahnen. De lijn werd in zijn geheel geopend op 1 mei 1895.
Op het Franse gedeelte van de lijn werd reizigersverkeer definitief opgeheven op 16 december 1944. Tussen Rastatt een Wintersdorf werd het personenvervoer opgeheven op 7 oktober 1951. Na herstel van de spoorbrug die in januari 1945 werd opgeblazen werd het grensoverschrijdend goederenverkeer opgeheven in 1966. Tussen Oberhoffen en Soufflenheim vond dit nog plaats tot 16 december 1973 en tussen Soufflenheim en Roeschwoog tot 2 juni 1991.

## Toekomst
Er liggen plannen om de lijn weer te heropenen voor grensoverschrijdend lokaal en langeafstandsverkeer  waarbij er ter hoogte van Vendenheim een aansluiting komt op de spoorlijn Parijs - Straatsburg (LGV). 

## Treindiensten
De gedeeltes van de lijn die nog in gebruik zijn worden alleen gebruikt voor het vervoer van goederen.

## Aansluitingen
In de volgende plaatsen is of was er een aansluiting op de volgende spoorlijnen:
Haguenau
RFN 146 000, spoorlijn tussen Vendenheim en Wissembourg
RFN 159 000, spoorlijn tussen Haguenau en Hargarten-Falck
Oberhoffen
RFN 147 300, raccordement tussen Bischwiller en Oberhoffen
Roeschwoog
RFN 145 000, spoorlijn tussen Straatsburg en Lauterbourg
Roppenheim
RFN 145 000, spoorlijn tussen Straatsburg en Lauterbourg
Rastatt
DB 4000, spoorlijn tussen Mannheim en Konstanz
DB 4020, spoorlijn tussen Mannheim en Rastatt
DB 4240, spoorlijn tussen Rastatt en Freudenstadt

## Galerij

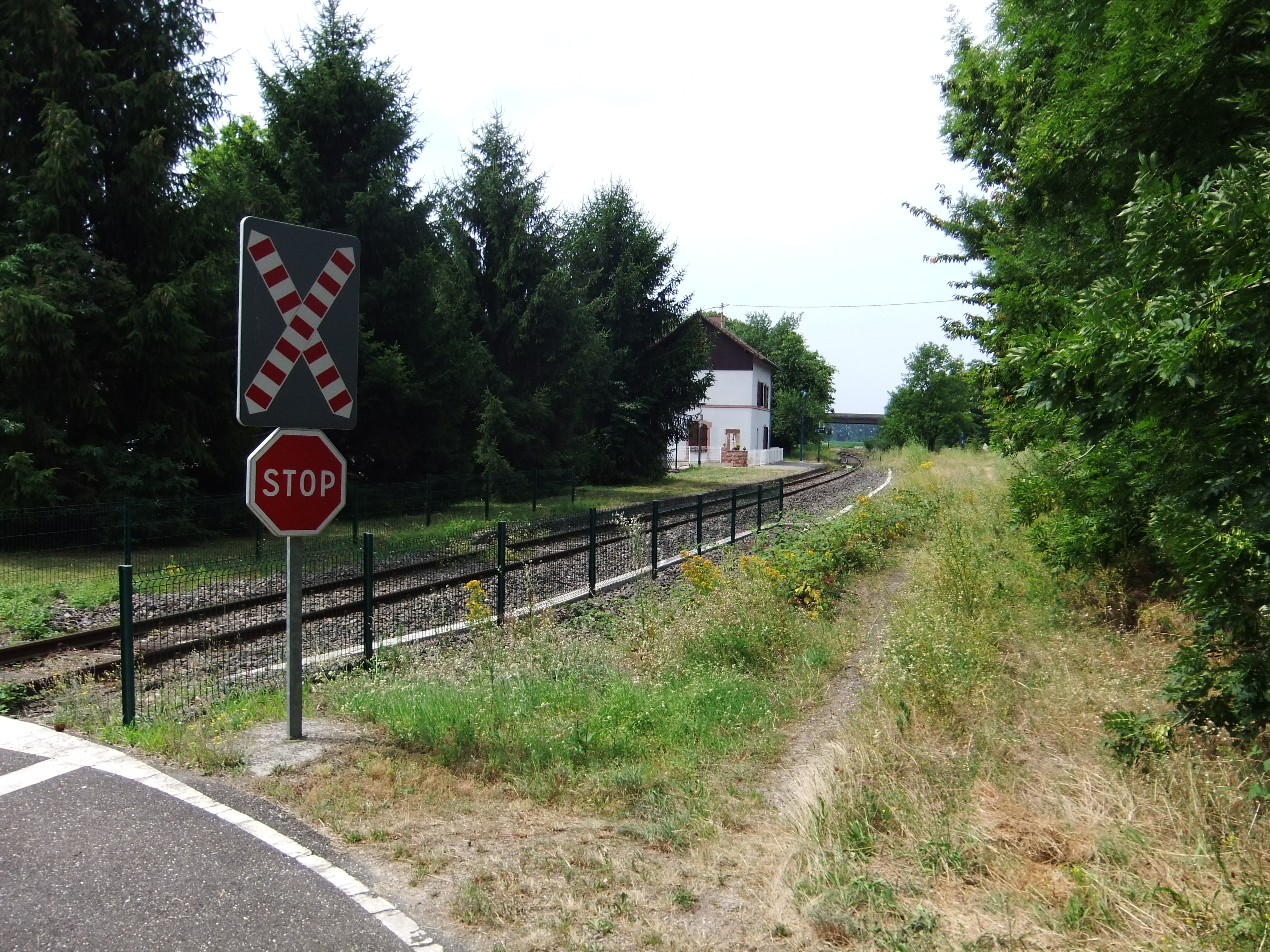
Station Roppenheim
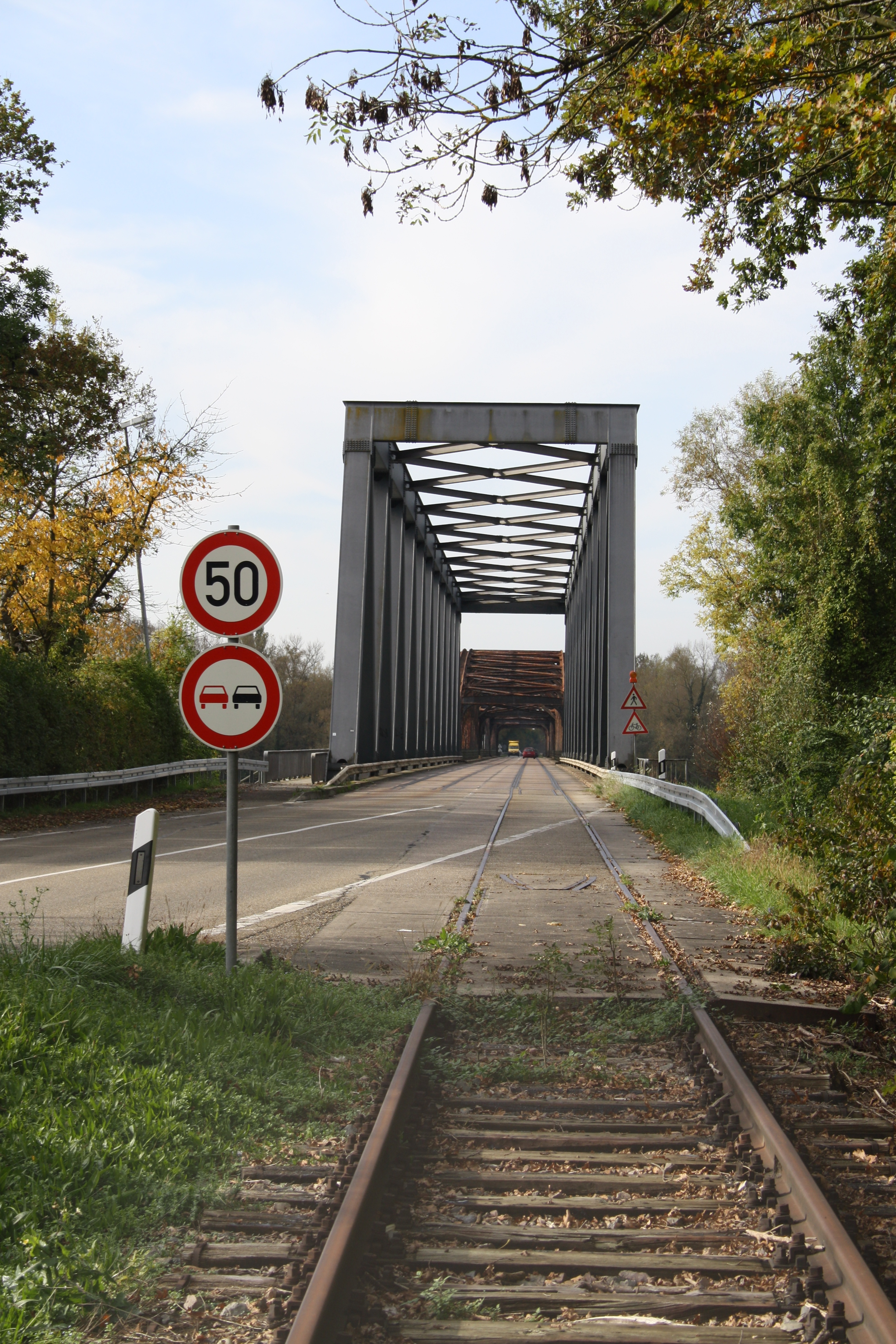
De Rijnbrug bij Wintersdorf
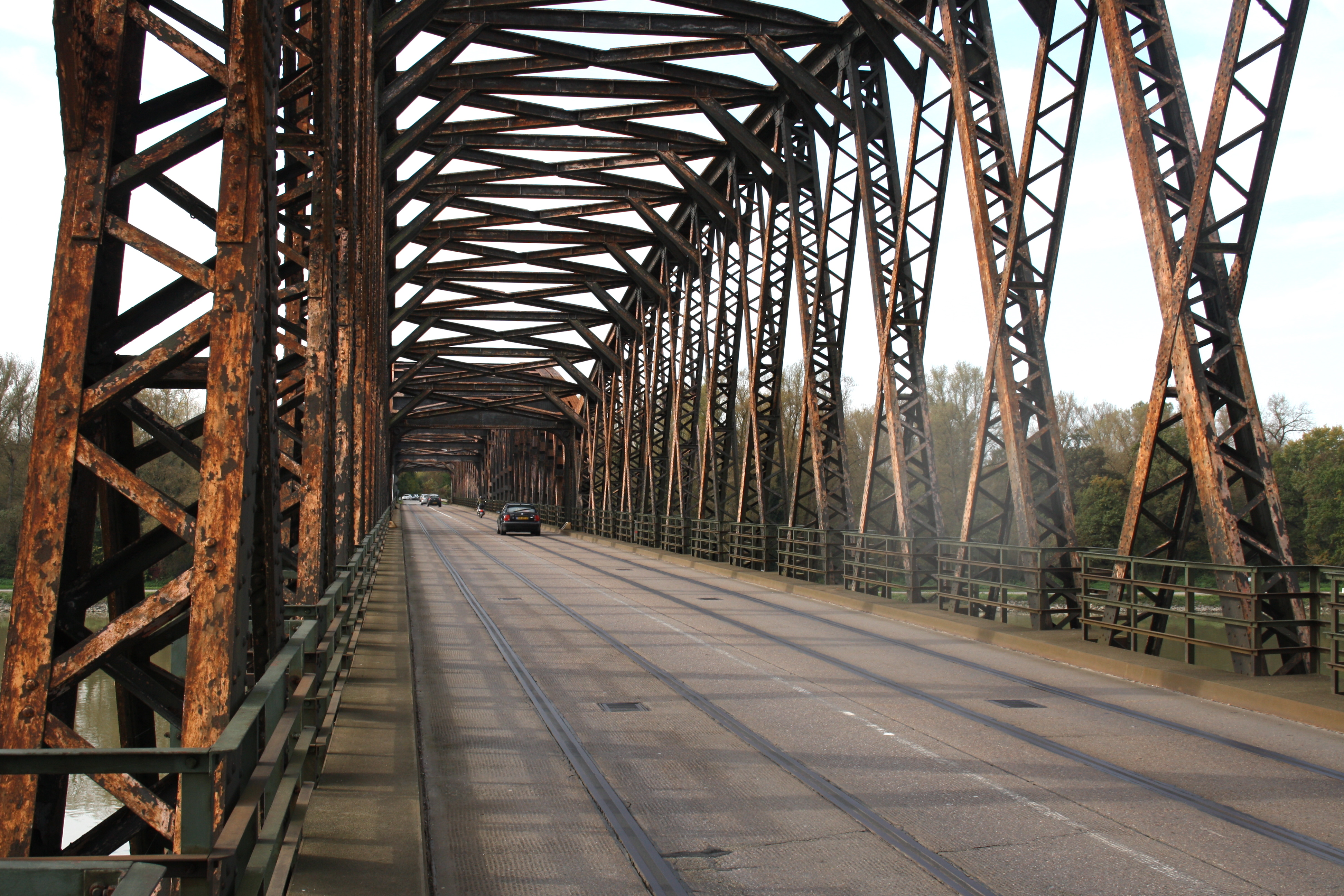
De Rijnbrug bij Wintersdorf
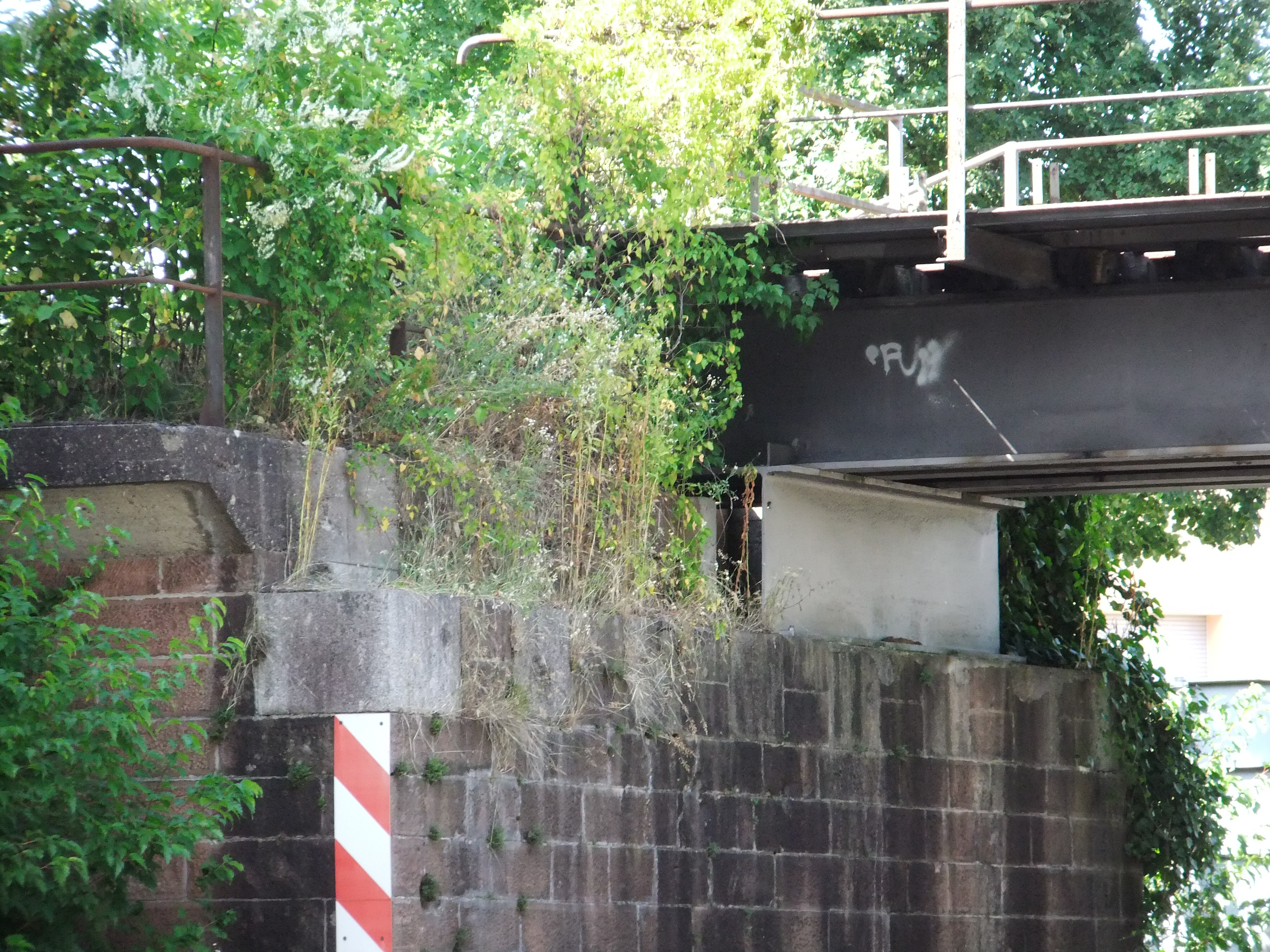
Opgebokt spoorviaduct bij Wintersdorf